# Patiala
Patiala là một thành phố và là nơi đặt hội đồng thành phố (municipal corporation) của quận Patiala thuộc bang Punjab, Ấn Độ.

## Địa lý
Patiala có vị trí 30°20′B 76°24′Đ / 30,33°B 76,4°Đ Nó có độ cao trung bình là 250 mét (820 feet).

## Nhân khẩu
Theo điều tra dân số năm 2001 của Ấn Độ, Patiala có dân số 302.870 người. Phái nam chiếm 54% tổng số dân và phái nữ chiếm 46%. Patiala có tỷ lệ 77% biết đọc biết viết, cao hơn tỷ lệ trung bình toàn quốc là 59,5%: tỷ lệ cho phái nam là 79%, và tỷ lệ cho phái nữ là 73%. Tại Patiala, 10% dân số nhỏ hơn 6 tuổi.